# Ishida to Asakura
Ishida to Asakura (石田とあさくら?) è un manga ideato ed illustrato da Masao. Pubblicata da Shōnen Gahōsha sulle riviste Young King e Monthly Young King, la serie è stata poi raccolta in due volumi tankōbon, editi dalla stessa casa editrice. Di genere scolastico e demenziale, il manga è stato adattato in anime nel 2013, trasmesso dall'emettitente Tokyo MX.

## Trama
Asakura è un liceale qualunque - se si escludono l'aspetto bizzarro e l'ossessione per il seno delle ragazze - e nonostante ciò è il ragazzo più popolare della scuola, al punto che molti compagni giungono sino a scoppi di violenza per assicurarsi la sua compagnia e le sue simpatie. Tra i vari contendenti si distingue Ishida, geloso migliore amico di Asakura, che vede nel nerd Yamada la sua nemesi e peggiore minaccia. Ishida desidera infatti fare il fioraio assieme ad Asakura, una volta terminata la scuola, tuttavia ad ostacolare i suoi progetti vi sono inaspettati ed improbabili avvenimenti che avranno al loro fulcro proprio il prezioso amico Asakura.

## Personaggi

I protagonisti Ishida e Asakura

Yoshio Asakura (あさくら?)
Doppiato da Nobuhisa Nakamoto
Personaggio principale e perno di tutte le gag. Ha l'aspetto di un liceale dalla folta capigliatura afro e un viso dai grandi occhi luminosi e bocca carnosa. Desidera ardentemente diventare un insegnante del liceo per trascorrere le giornate circondato da formose studentesse. A dispetto del suo aspetto bizzarro e della sua presenza passiva, è lo studente più popolare della sua classe, al punto da scatenare vere e proprie risse fra i compagni smaniosi di contendersi le sue attenzioni.
Mitsunori Ishida (石田?)
Doppiato da Shuuta Morishima
Il migliore amico di Asakura. Taciturno ed onnipresente ombra dell'amico, non desidera altro che diventare un fioraio assieme ad Asakura. Contende al compagno di classe Yamada le attenzioni di quest'ultimo, ricorrendo frequentemente alla violenza. È implicito il fatto che nutra un amore omosessuale verso l'amico.
Mamoru Yamada (山田?)
Doppiato da Tooru Sakurai
Compagno di Asakura e tipico "secchione" dagli occhiali spessi e denti prominenti. Sogna di aprire una libreria insieme ad Asakura, conscio - tuttavia - di dover contendere le attenzioni del compagno afro con il geloso e vendicativo Ishida. Nel conflitto col compagno finisce spesso per avere la peggio e morire, salvo poi ricomparire nell'episodio successivo del tutto illeso.

## Media

### Anime

#### Lista episodi
| Nº | Titolo italiano (tradotto) Giapponese 「Kanji」 - Rōmaji                        | In onda          | In onda |
| Nº | Titolo italiano (tradotto) Giapponese 「Kanji」 - Rōmaji                        | Giapponese       |         |
| 1  | Asakura e il futuro 「あさくらと将来」 - Shōkai no Asakura                      | 6 gennaio 2013   |         |
| 2  | Asakura e l'allenamento speciale 「あさくらと特訓」 - Torēningu no Asakura      | 13 gennaio 2013  |         |
| 3  | Asakura e l'elefante 「あさくらとゾウさん」 - Torankuinshidento                 | 20 gennaio 2013  |         |
| 4  | Asakura e il telefono 「あさくらと電話」 - Denwa to Asakura                     | 27 gennaio 2013  |         |
| 5  | La passione di Yamaguchi-sensei 「山口先生の情熱」 - Junan no Yamaguchi-sensei" | 3 febbraio 2013  |         |
| 6  | Nanako ed Asakura 「J奈々子とあさくら」 - Nanako to Asakura                     | 10 febbraio 2013 |         |
| 7  | Ishida e Yamada di ferro 「石田とアイアン山田」 - Ishida to Aian Yamada         | 17 febbraio 2013 |         |
| 8  | Alice ed Asakura 「アリスとあさくら」 - Arisu to Asakura                        | 24 febbraio 2013 |         |
| 9  | Yamada ed Alice 「山田とアリス」 - Yamada to Alice                              | 3 marzo 2013     |         |
| 10 | Fratello e sorella 「兄と妹」 - Ani to Imōto                                    | 10 marzo 2013    |         |
| 11 | Ishida e il sorridere 「石田とスマイル」 - Ishida to Egao                       | 17 marzo 2013    |         |
| 12 | Ishida ed Asakura 「石田とあさくら」 - Ishida to Asakura                        | 24 marzo 2013    |         |

#### Sigla
- Sigla di apertura: Doki Doki Doku di Rayli